# 热河镇
热河乡，是中华人民共和国四川省凉山彝族自治州德昌县下辖的一个乡镇级行政单位。

## 行政区划
热河乡下辖以下地区：
棉花村、田村、青山村、田湾村和小司达村。